# Madeleine Hightower
1. REDIRECTION Personnages_de_Mentalist#Madeleine_Hightower